# تینارلو
تینارلو (به هلندی: Tynaarlo) یک سکونتگاه مسکونی در هلند است که در درنته واقع شده‌است.

## خصوصیات
تینارلو ۶ متر بالاتر از سطح دریا واقع شده‌است.